# The Cozart
The Cozart — мікстейп американського репера Chief Keef, виданий 28 вересня 2018 р. Про вихід альбому виконавець сповістив ще 24 квітня 2015 року.
В інтерв'ю з Кіфом, Елкі Девід, власник FilmOn Music, відзначив негативну реакцію на присутність танцювальної музики на альбомі та заявив про ідею видати розширену версію мікстейпу з участю Soulja Boy як запрошеного гостя. Утім цього так і не сталося.
Посів 17-ту сходинку рейтингу Кіфових проєктів за версією «XXL» (2020). Серед відзначених пісень: «Hellcat», «Barry Bonds», «Beans & Magazines». Назва альбому є посиланням на Tha Carter Lil Wayne та прізвище Кіфа. «Chiraq» спродюсував Елкі Девід.

## Список пісень
| #   | Назва                                            | Продюсер(и)                | Тривалість |
| --- | ------------------------------------------------ | -------------------------- | ---------- |
| 1.  | «Here Ye»                                        | Dolan Beats                | 3:14       |
| 2.  | «Same»                                           | DP Beats                   | 2:51       |
| 3.  | «Chiraq» (з участю Jenn Em)                      | Alki David                 | 4:06       |
| 4.  | «Soldier»                                        | KingCP Beats               | 3:27       |
| 5.  | «Shorty (Remix)»                                 |                            | 3:28       |
| 6.  | «Clutchin»                                       | YMP Cash, Lex Luger        | 2:44       |
| 7.  | «Barry Blonds»                                   | TM88                       | 3:25       |
| 8.  | «Selfish»                                        | CBMIX                      | 3:14       |
| 9.  | «Beans & Magazines»                              | Southside, Wheezy, TM88    | 2:55       |
| 10. | «Viral»                                          |                            | 3:58       |
| 11. | «Hellcat»                                        | DP Beats                   | 3:04       |
| 12. | «For Right Mow»                                  | Bobby Raps                 | 2:45       |
| 13. | «Keep That» (з участю Ballout)                   | K.E. on the Track          | 2:50       |
| 14. | «In There»                                       |                            | 2:41       |
| 15. | «Ammunition»                                     | DP Beats                   | 2:47       |
| 16. | «Same (Tylee & Marvel Years Remix)»              | Tyler Unland, Marvel Years | 2:26       |
| 17. | «Chiraq (Emac Remix)» (з участю Jenn Em та Emac) | Emac                       | 3:21       |